# Японський окупаційний гульден
Японський окупаційний гульден (нід. Gulden) — один з видів грошей, випущених Японською імперією для використання на окупованій в роки Другої світової війни території Нідерландської Індії.

## Історія
Після падіння Сінгапуру в лютому 1942 року японці атакували Голландську Ост-Індію і зайняли її до 9 березня 1942 року. У лютому того ж року був окупований і Португальський Тимор. Для використання на окупованих територіях в 1942 році були випущені купюри з номіналами в центах і гульденах з написами голландською мовою. Двозначна серія цих купюр починалася з літери «S» (Shonan — яскравий, прекрасний південь).
У 1944 році, враховуючи антиголандські настрої населення, розпочато випуск банкнот в рупіях з текстом індонезійською мовою.
У 1945 році, з відновленням португальської адміністрації Португальського Тимору, був відновлений випуск тиморської патаки. На території Нідерландської Індії окупаційні гульдени і рупії були вилучені з обігу і обмінені на гульден Нідерландської Індії в 1946 році в співвідношенні 100:3 .

## Банкноти
Випускалися банкноти в 1, 5, 10 центів, 1⁄2, 1, 5, 10 гульденів .